# Daphne Osborne
 Daphne J. Osborne (7 de marzo de 1930 - 16 de junio de 2006) fue una botánica británica. Su investigación en el campo de la fisiología vegetal abarcó cinco décadas y dio como resultado más de doscientos artículos, veinte de los cuales fueron publicados en Nature. Su obituario en The Times describió sus logros científicos como "legendarios";  que de la Sociedad Botánica de América atribuyó su éxito a "su maravilloso estilo intelectual, combinado con su propensión a realizar hallazgos experimentales notables y perspicaces".
Su investigación se centró en las hormonas vegetales, la biología de las semillas y la reparación del ADN de las plantas. Es conocida por su trabajo sobre el gas etileno, en particular por demostrar que el etileno es una hormona vegetal natural y que es el principal regulador del envejecimiento y la caída de hojas y frutos. También originó el concepto de célula diana como modelo para comprender la acción de las hormonas vegetales.

## Educación y carrera
Nacida en la India, donde su padre era administrador colonial, Osborne asistió a la Escuela Perse en Cambridge. Su licenciatura en química y su maestría en botánica fueron del King's College de Londres. Su doctorado sobre el tema de los reguladores del crecimiento de las plantas lo obtuvo en la Universidad de Londres en Wye College, Kent, donde su supervisor fue Ralph Louis Wain . Su primer puesto de posgrado fue en el Departamento de Biología del Instituto Tecnológico de California, EE. UU., como becaria Fulbright, donde trabajó con el botánico Frits Warmolt Went, entre otros. Gran parte de la carrera de Osborne la pasó en el Consejo de Investigación Agrícola (ARC), más tarde rebautizado como Consejo de Investigación Agrícola y Alimentaria (AFRC). En 1952, se unió a la Unidad ARC de Agronomía Experimental de la Universidad de Oxford, donde trabajó hasta el cierre de la unidad en 1970. Luego asumió el cargo de subdirectora de la nueva Unidad ARC de Botánica del Desarrollo de la Universidad de Cambridge . Durante su estancia en Cambridge, se convirtió en la primera mujer becaria del Churchill College y también supervisó a la primera estudiante de doctorado de la universidad.  Después del cierre de la unidad en 1978, se unió a la Organización de Investigación de Malezas AFRC en Begbroke, en las afueras de Oxford, donde trabajó hasta su cierre en 1985, alcanzando el puesto de subdirector científico, un puesto de alto nivel en el Servicio Civil Británico.
En 1985, Osborne se retiró de la función pública y se convirtió en profesor invitado en el Departamento de Ciencias Vegetales de la Universidad de Oxford, así como en investigador honorario de la Open University y del Somerville College de Oxford . En 1991, se trasladó a la Unidad de Investigación de Oxford de la Open University en Foxcombe Hall, Boars Hill, donde permaneció hasta su muerte en 2006. Durante su estancia en la Open University, dirigió proyectos de investigación internacionales de la Royal Society y también atrajo financiación de Unilever, Wellcome Trust y el Biotechnology and Biological Sciences Research Council .Osborne viajó mucho durante su carrera, ocupó puestos de corta duración en Princeton y el Instituto de Tecnología de California en Estados Unidos, y visitó Argentina, Australia, India, Israel, Malasia, Nigeria y Sudáfrica. También formó muchas colaboraciones internacionales, últimamente con científicos de China y Ucrania. En 1988, organizó un exitoso taller internacional de la OTAN en Turín, Italia. 

Etileno, una importante hormona vegetal.

## Investigación
El control hormonal del crecimiento, la diferenciación y el desarrollo de las plantas fue el interés de toda la vida de Osborne. Es particularmente conocida por su trabajo que establece que el gas etileno es una hormona vegetal natural, en lugar de un subproducto o contaminante, y por demostrar que el etileno, en lugar del ácido abscísico, es el principal regulador de la senescencia (envejecimiento) y la abscisión ( desprendimiento de partes como hojas).  Realizó una extensa investigación sobre las interacciones entre el etileno y las auxinas (otra hormona vegetal clave) en el control de numerosos aspectos del desarrollo de las plantas. Este trabajo la llevó a desarrollar la idea de la célula diana como modelo de cómo una pequeña cantidad de hormonas vegetales puede ejercer muchos efectos diferentes, un concepto que expuso en su libro de 2005, Hormones, Signals and Target Cells in Plant Development (co- escrito con Michael McManus ). 

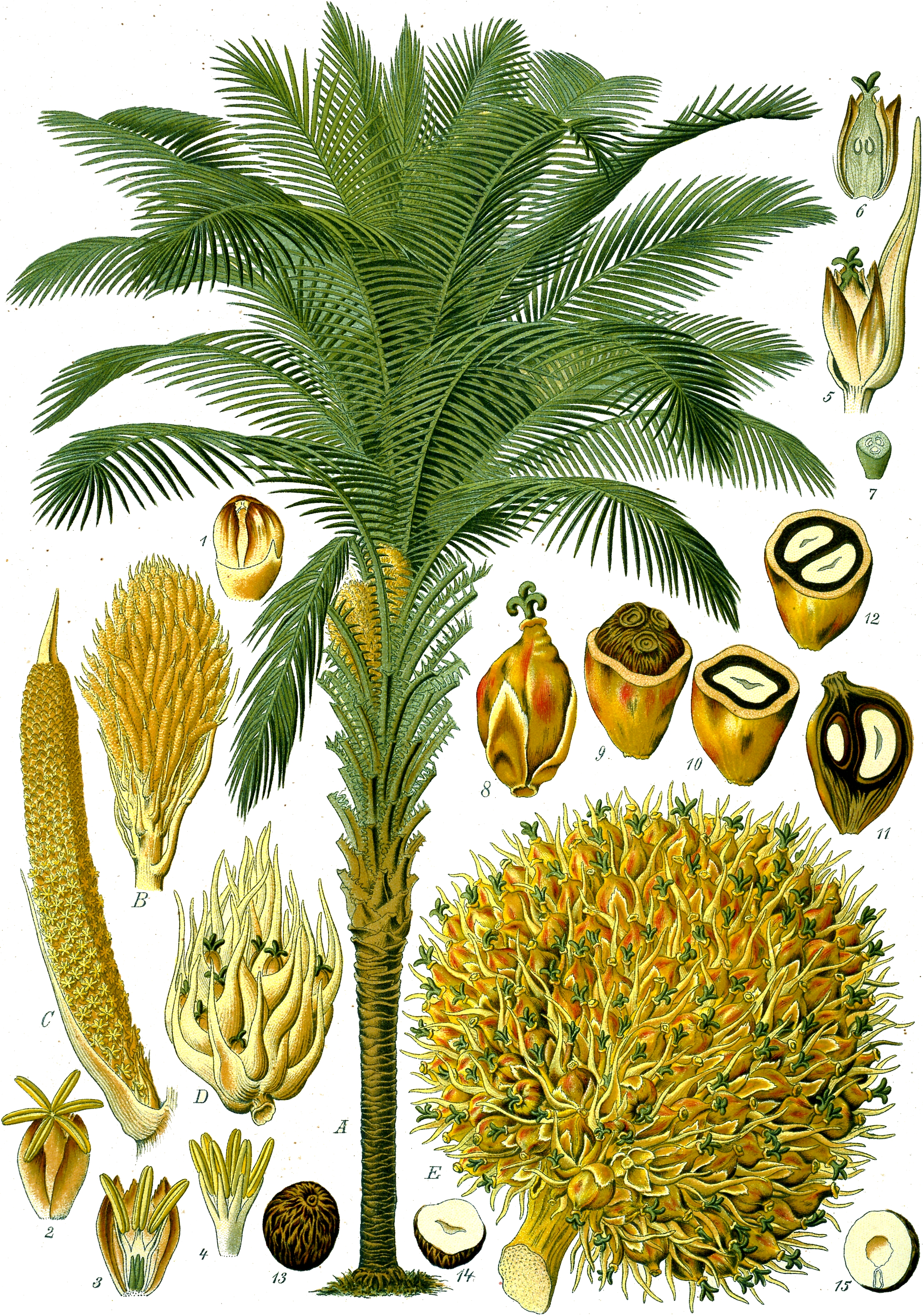
palma de aceite africana

Otro foco importante de la investigación de Osborne fue la biología de las semillas . Osborne, experto en envejecimiento de semillas y reparación del ADN de las plantas, investigó los efectos de la degradación, la reparación del ADN y la longitud de los telómeros sobre la viabilidad de las semillas.  En la década de 1970, fue una de las primeras en intentar aislar ácidos nucleicos de semillas antiguas y descubrió que sólo se podían aislar fragmentos muy cortos de granos de tumbas egipcias. Entre sus proyectos finales de investigación se encontraba un estudio de los efectos sobre la reparación del ADN en semillas y polen de la exposición a la lluvia radiactiva después de la explosión del reactor nuclear de Chernobyl.
Osborne estudió una enorme diversidad de especies de plantas, desde la hepática acuática hasta la palma africana de aceite de importancia comercial. Otros temas de investigación dentro de la ciencia vegetal incluyeron los herbicidas auxínicos ; latencia en tubérculos de papa; regulación del crecimiento en plantas acuáticas y semiacuáticas; vincular la ultraestructura vegetal con la fisiología y la bioquímica; y síntesis de proteínas y ARN en plantas. Estuvo activa en el campo de la biología espacial, diseñando un proyecto para Spacelab que estudia el papel de la gravedad en el desarrollo de la hierba, y sirviendo en el Comité Nacional Británico de Investigación Espacial de la Royal Society durante una década. También trabajó en los efectos de las hormonas vegetales en los insectos, demostrando que la madurez sexual de las langostas del desierto está regulada por giberelinas, de modo que comer vegetación marchita con bajo contenido de giberelinas podría evitar que los insectos maduren sexualmente durante la estación seca .

## Premios y honores
Osborne recibió una cátedra honoraria en la Universidad de Kiev en Ucrania en reconocimiento a su investigación sobre el desastre de Chernobyl, así como una beca de investigación honoraria del Somerville College, Oxford. Recibió doctorados honoris causa de la Open University del Reino Unido y de la Universidad de Natal, Sudáfrica. Recibió la Medalla de Oro Sircar Memorial por la Investigación en Fisiología de la Universidad de Calcuta en 1983.  Fue elegida miembro correspondiente de la Sociedad Botánica de América en 1996. En enero de 2008, se publicó en su honor un número conmemorativo de la revista Annals of Botany.

## Obras clave

### Libros
- Osborne DJ, McManus MT. Hormonas, señales y células objetivo en el desarrollo vegetal ( Serie de biología celular y del desarrollo n.° 41) (Cambridge University Press; 2005) (ISBN 0-521-33076-9 )

### Trabajos de investigación
- Boubriak II, et al. (2008) Adaptación y deterioro de la función de reparación del ADN en polen de Betula verrucosa y semillas de Oenothera biennis de diferentes sitios de Chernobyl contaminados con radionúclidos. Anales de botánica 101: 267–276 (pdf)
- Cheah KSE, DJ de Osborne. (1978) Las lesiones del ADN ocurren con pérdida de viabilidad en embriones de semillas de centeno envejecidas. Naturaleza 272: 593–599 (resumen)
- Osborne DJ, Wright M. (1978) Elongación celular inducida por la gravedad. Actas de la Royal Society de Londres B 199: 551–564
- Knee M, Sargent JA, Osborne DJ. (1977) Metabolismo de la pared celular en frutos de fresa en desarrollo. Revista de botánica experimental 28: 377–396 (resumen)
- Osborne DJ, Jackson MB, Milborrow BV. (1972) Propiedades fisiológicas de un acelerador de abscisión de hojas senescentes. Naturaleza Nueva Biología 240: 98-101
- Jackson MB, DJ Osborne. (1970) Etileno, el regulador natural de la abscisión de las hojas. Naturaleza 225: 1019-1022 (resumen)
- Ridge I, DJ Osborne. (1970) Hidroxiprolina y peroxidasas en las paredes celulares de Pisum sativum : regulación por etileno. Revista de botánica experimental 21: 843–856 (resumen)
- Horton RF, Osborne DJ. (1967) Senescencia, abscisión y actividad celulasa en Phaseolus vulgaris . Naturaleza 214: 1086-1088 (resumen)
- Ellis PE, Carlisle DB, Osborne DJ. (1965) Langostas del desierto: maduración sexual retrasada al alimentarse de vegetación senil. Science 149: 546–547 (resumen (con enlace a pdf))
- Fletcher RA, DJ Osborne. (1965) Regulación de la síntesis de proteínas y ácidos nucleicos por giberelina durante la senescencia de las hojas. Naturaleza 207: 1176-1177
- Osborne DJ, Hallaway HM. (1964) La auxina, el ácido 2-4-diclorofenoxiacético como regulador de la síntesis de proteínas y la senescencia en hojas desprendidas de Prunus . Nuevo fitólogo 63: 334–347
- DJ Osborne. (1962) Efecto de la cinetina sobre el metabolismo de proteínas y ácidos nucleicos en hojas de Xanthium durante la senescencia. Fisiología vegetal 37: 595–602
- DJ Osborne. (1955) Aceleración de la abscisión por factores en hojas senescentes. Naturaleza 176: 1161-1163

## Vida personal
De 1959 a 1961 estuvo casada con el botánico y liquenólogo David Cecil Smith. Esto terminó en divorcio.